# Glemmingebro
Glemmingebro is een plaats in de gemeente Ystad, in de Zweedse provincie Skåne län en het landschap Skåne. De plaats heeft 349 inwoners (2005) en een oppervlakte van 48 hectare. In de plaats staat de Kerk van Glemminge.